# Drăgoiești (okręg Gorj)
Drăgoiești – wieś w Rumunii, w okręgu Gorj, w gminie Crasna. W 2011 roku liczyła 534 mieszkańców.